# Kharanaq
Kharanaq (persan : خرانق, signifiant « lieu de naissance du soleil »[réf. nécessaire]) est un village de la ville d'Ardakan, elle-même située dans la province de Yazd en Iran.
Kharanaq est situé à 85 kilomètres au nord de la ville de Yazd. Le village comporte deux parties, la partie ancienne, construite en briques de terre crue, est l'une des plus grandes collections d'adobe en Iran. Certains bâtiments sont supposés avoir plus de mille ans, et le site était déjà occupé il y a plus de 4000 ans. Des gens vivaient encore dans la partie ancienne du village il y a quelques décennies, mais aujourd'hui elle est abandonnée et tombe en ruine, les habitants s'étant regroupés dans la nouvelle partie du village.

## Climat
La situation de Kharanaq, entre montagnes et bassin désertique du Dasht-e Kavir, possède une grande influence sur le climat du village. Ce village est vert : malgré la proximité du désert, il a un climat tempéré et en hiver le climat y est plutôt frais.

## Monuments et lieux touristiques

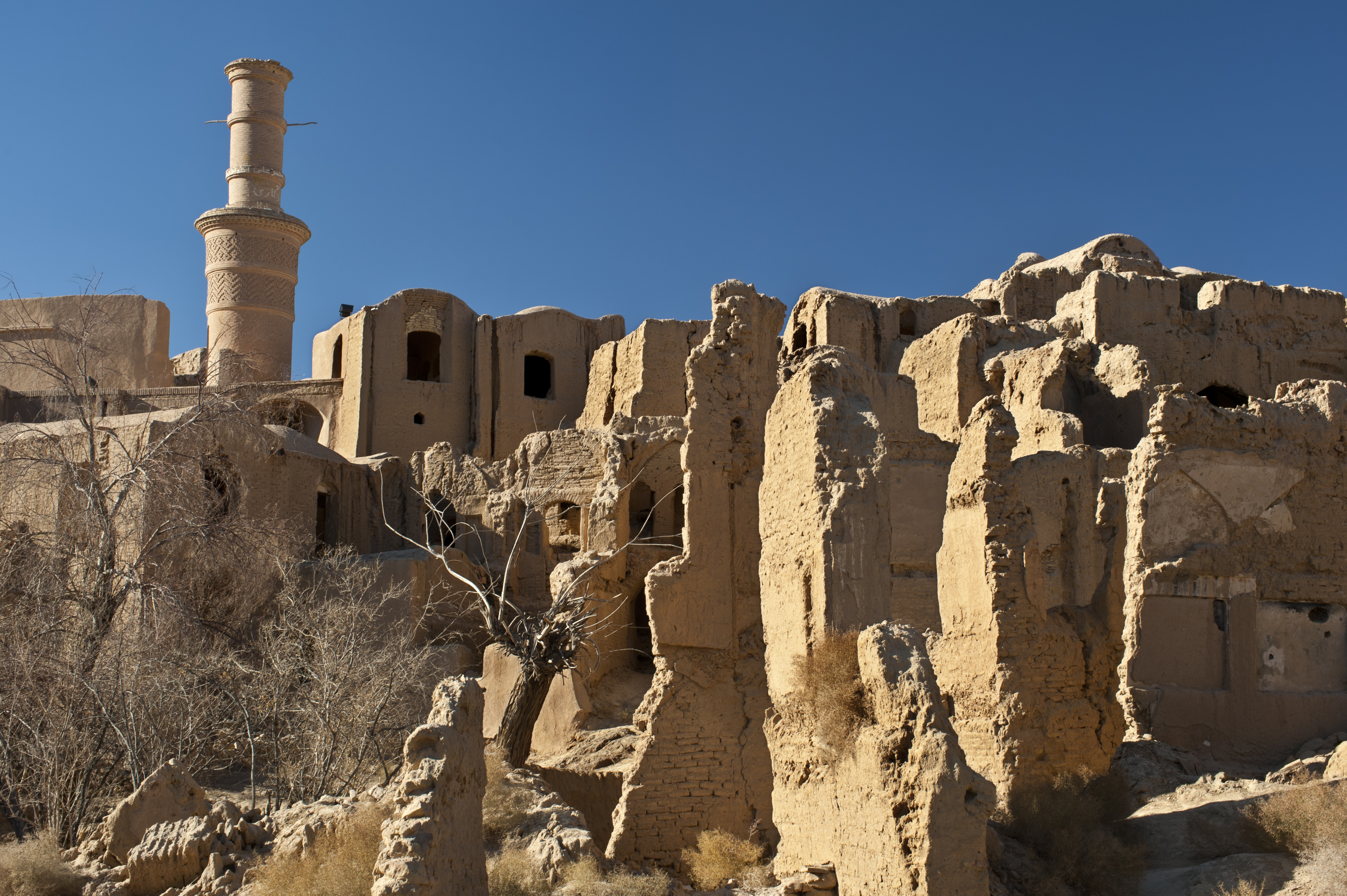
Vue sur Kharanaq

- Minaret oscillant de Kharanaq : construit à l'époque seldjoukide
- Salle de bain Kharanaq : La salle de bain est composée de deux parties, la grande et la petite. deux salles de bains ont toutes les composantes de salles de bains iraniennes.
- Caravansérail de Kharanaq : il date de l'époque de la dynastie kadjar et est située dans le village.
- Grande mosquée et Hosseiniyeh de Kharanaq : ils datent de l'époque de la dynastie kadjar et sont attachés ensemble et situés dans le centre du vieux château fort Kharanaq . En raison de la pente naturelle du terrain , la mosquée est Hosseinieh ci-dessous. Les matériaux utilisés dans la construction sont de boue et de roches et dans certaines parties du minaret du Hosseinieh ont été utilisées des briques.
- château-fort Kharanaq : château lié à des périodes historiques de l'Islam.
- Ab anbar : on l'attribue à Shah Abbas safavide.
- pont Kharanaq : il s'agit du plus ancien pont, de 40 mètres de long, 1,5 mètre de largeur et 7,5 mètres de hauteur.

## Environnement

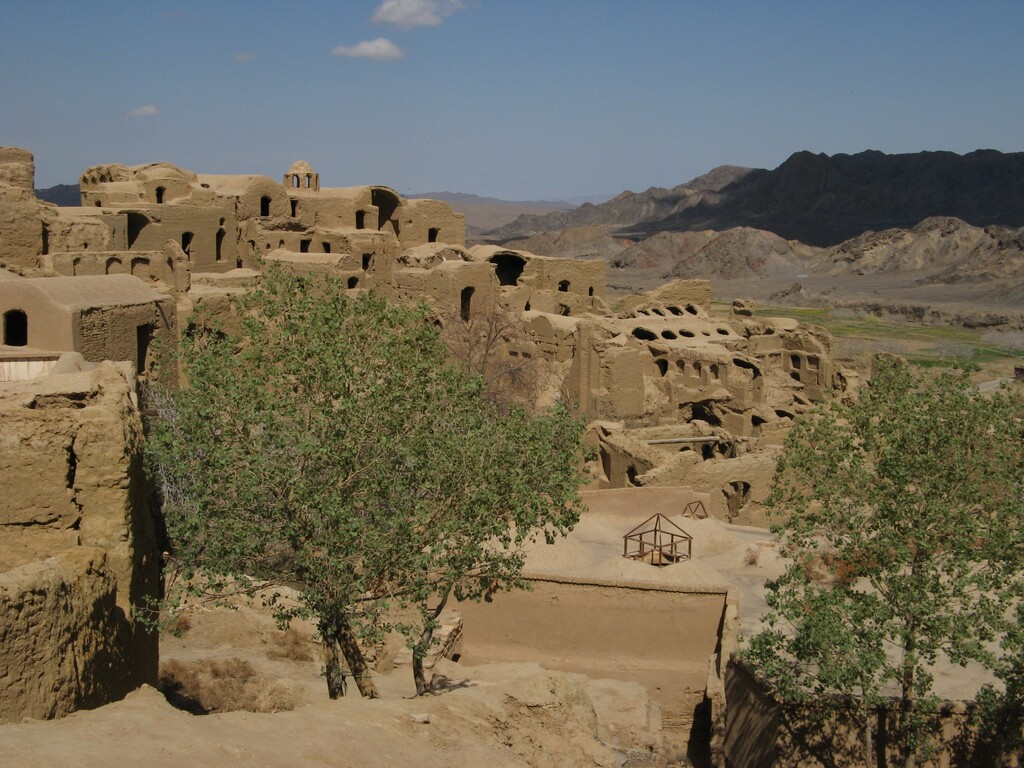
La partie ancienne du village de Kharanaq

La zone de la vallée Andjir est protégée. On y trouve des animaux tels que l'outarde houbara, chèvre, felis silvestris, mouton et brebis. L'environnement de cette zone est particulièrement vulnérable en raison de l'existence de gisements de fer, uranium, barytine, zinc, granite, etc. extraits notamment de la mine de Saghand qui se trouve à environ 60 km à l'ouest du village.

## Produit
Les produits principaux de ce village sont la pistache et la carotte.

## Voies de communication et transports
Le village est situé à 50 km d'Ardakan et au nord de Yazd et entre Ardakan et Tabas.